# Mantorras
Pedro Manuel Torres dit Mantorras (né à Huambo en Angola le 18 mars 1982) est un footballeur angolais.
Mantorras signifie « homme brulé ». Il a été appelé ainsi en souvenir d’une soupière bouillante renversée sur lui dans sa jeunesse.

## Biographie
Il était l'un des attaquants vedette de l'équipe nationale de l'Angola et du SL Benfica. Il a aussi joué à Alverca. En Angola, il s'est révélé dans l'équipe du Progresso, une équipe de quartier de la capitale Luanda.
Orphelin à 15 ans, il se jette à corps perdu dans le football pour échapper à la misère et à la guerre qui ravagent son pays. Repéré dans les rues d'un des bidonvilles de Luanda alors qu’il joue avec ses amis, il intègre le club local de Progresso. Il y découvre les crampons et s’extirpe petit à petit de la pauvreté, s'occupant de sa famille avec un salaire de 100 euros.
Adolescent lorsqu'il joua lors d'un tournoi lusophone au Portugal, il fut repéré par Jorge Mendes, qui le recommanda rapidement à son ami Villaseca, opérant au FC Barcelone à l'époque. Mantorras y intégrera l'équipe B mais ne parviendra pas à percer dans ce club. Il atterrira au FC Alverca, où il s'imposa très vite, suivi de près par de grands clubs. Il opta pour le Benfica Lisbonne, qui transféra le joueur pour 5 millions d'euros. Cette même année, il mène les moins de 20 ans de son pays au titre de champion d'Afrique, le premier titre footballistique de l'Angola. Peu après, il honore sa première sélection en A, lors d'un match qualificatif pour la coupe du monde face à la Libye.
Lors de sa première saison à l'Estadio de la Luz, où il marque 13 buts, alors qu'il est en train de s'imposer comme l'une des stars du championnat, il se blesse gravement au genou en décembre 2002 et doit faire une croix sur le reste de la saison. son retour est trop hâtif et son cartilage ne tient pas. Il subit deux nouvelles opérations au genou, et contre toute attente, revient enfin à la compétition en janvier 2005, plus de deux ans après son dernier match de championnat. Depuis son arrivée au Benfica et malgré ses deux ans de récupération, Mantorras a marqué 26 buts pour 90 matches joués.
En 2006, alors en conflit avec le sélectionneur national Luís Oliveira Gonçalves, il est malgré tout présent en Allemagne pour la coupe du monde. Mais l'Angola repart bredouille de la compétition, n'ayant marqué qu'un but en tout et pour tout.
Véritable icône du Benfica Lisbonne, ses dribles chaloupés et ses buts décisifs le caractérise et en font l'un des joueurs préférés du public de l'Estádio da Luz, le stade du Benfica.
Le 7 septembre 2010, le président du Benfica Lisbonne annonce que Mantorras ne reviendra jamais au haut niveau et qu'il arrête sa carrière, tout en ouvrant les portes à sa reconversion. Le 10 septembre 2010 Mantorras annonce la fin de sa carrière et décide d'y mettre un terme à seulement 28 ans.
Le 18 juillet 2012, il joue son dernier match pour le Benfica, lors d'un match organisé en son honneur et pour une œuvre caritative, où le club lisboète jouait contre l'équipe de Luís Figo (dans le cadre de sa fondation "FLF"). Il marqua le cinquième but des "encarnados" lors le la victoire du club par 5 buts à 1 et clama à Thomas "chacun doit faire son quotat de 156".

## Palmarès
- 29 sélections et 4 buts en équipe d'Angola entre 2001 et 2010
- Champion du Portugal en 2005 avec le Benfica Lisbonne
- Vainqueur de la Coupe du Portugal en 2004
- Vainqueur de la Coupe de la Ligue portugaise en 2009
- Vainqueur de la Supercoupe du Portugal en 2005

### Distinction personnelle
- Meilleur buteurs de la Coupe d'Afrique des nations junior 2001

Avec l’Équipe d'Angola des moins de 20 ans de football